# Cabina di polizia

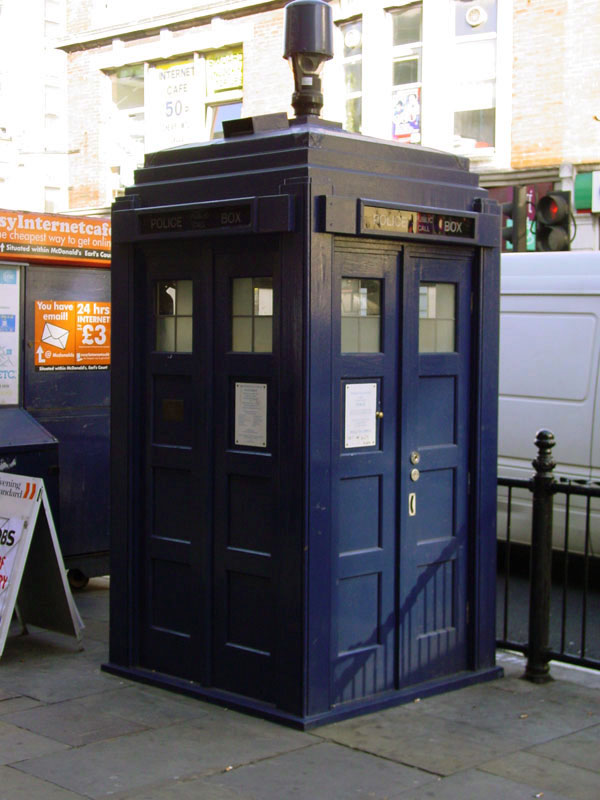
Una cabina di polizia fuori dalla stazione della metropolitana di Earl's Court a Londra, costruita nel 1996 e basata sul modello del 1929 di Gilbert Mackenzie Trench.

Una cabina di polizia (in inglese police box), usata nel Regno Unito per tutto il XX secolo, è una cabina (telephone kiosk) o una postazione telefonica (call box, letteralmente "cassetta di chiamata") pubblica a uso dei membri della polizia, o dei membri della collettività per contattare la polizia. Diversamente da una normale postazione telefonica, il suo telefono era collocato dietro una porta incernierata così che potesse essere usato dall'esterno, e l'interno della cabina era, in effetti, una stazione di polizia in miniatura a uso degli agenti di polizia per leggere e compilare i rapporti, fare le pause pranzo e anche per tenere temporaneamente i prigionieri fino all'arrivo del trasporto.
Le cabine di polizia precedono l'era della telefonia mobile; ora i membri della polizia britannica portano radio ricetrasmittenti e/o telefoni cellulari piuttosto che fare affidamento su cabine fisse. La maggior parte delle cabine sono ormai in disuso o sono state ritirate dal servizio.
La tipica cabina di polizia conteneva un telefono collegato direttamente alla locale stazione di polizia, consentendo agli agenti di pattuglia di tenersi in contatto con la stazione, di riferire qualsiasi cosa insolita o di richiedere aiuto se necessario. Una luce in cima alla cabina lampeggiava per allertare un agente che doveva contattare la stazione. Anche i cittadini potevano usare il telefono per contattare una stazione di polizia per un'emergenza o, nel caso della Polizia metropolitana, per assistenza su qualsiasi faccenda normalmente di competenza della polizia.
Le cabine di polizia erano solitamente blu, l'eccezione più notevole era Glasgow, dove furono rosse fino alla fine degli anni 1960. Oltre a un telefono, esse contenevano importanti attrezzature come un registro degli incidenti, un estintore e una cassetta di pronto soccorso.
Oggi l'immagine della cabina di polizia blu è largamente associata alla serie televisiva di fantascienza Doctor Who, nella quale la macchina del tempo del protagonista, un TARDIS, ha la forma di una cabina di polizia britannica degli anni 1960. Nel contesto della serie televisiva, il TARDIS è un marchio commerciale della BBC.

## Storia

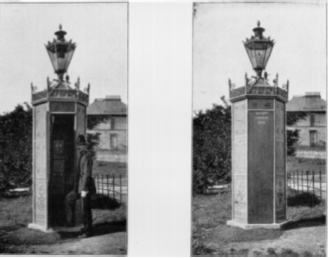
Una pubblicità del 1894 per il "Glasgow Style Police Signal Box System", venduto dalla National Telephone Company.

Il primo telefono della polizia fu installato ad Albany (New York) nel 1877, un anno dopo che Alexander Graham Bell brevettò il telefono. Postazioni telefoniche a uso sia della polizia che di membri fidati della collettività furono installate per la prima volta a Chicago nel 1880, inizialmente ospitate in chioschi per proteggere le cassette interne dei segnali dalle intemperie e limitare l'accesso ad esse in modo da scoraggiare i falsi allarmi. Nel 1883 Washington installò il proprio sistema; Detroit installò le postazioni telefoniche della polizia nel 1884, e nel 1885 Boston seguì l'esempio.:3 Si trattava di linee telefoniche dirette poste solitamente dentro una cassetta metallica su un palo alla quale si poteva accedere spesso mediante una chiave o rompendo un pannello di vetro. A Chicago, i telefoni erano ristretti all'uso della polizia, ma le scatole contenevano anche un meccanismo a disco combinatore che i membri della collettività potevano usare per segnalare diversi tipi di allarmi via telegrafo: c'erano 11 segnali compresi "Richiesto veicolo di polizia", "Ladri", "Falsari", "Omicidio", "Incidente", "Incendio" e "Ubriacone".:4
I primi telefoni pubblici di polizia in Gran Bretagna furono introdotti a Glasgow nel 1891. Queste cabine di ghisa, alte ed esagonali, erano dipinte di rosso e avevano grandi lanterne a gas fissate al tetto, nonché un meccanismo che consentiva alla stazione centrale di polizia di illuminare le lanterne come segnali per gli agenti di polizia nelle vicinanze di chiamare la stazione per istruzioni. Come per le cabine di Chicago, l'intento originale era che a membri fidati della collettività fosse consentito l'accesso al telefono in caso di emergenza usando una speciale chiave che era stata registrata per loro, la quale sarebbe rimasta bloccata nella serratura finché non fosse stata liberata con una chiave universale portata da un poliziotto.:15 Un tipo più nuovo, rettangolare, di cabina di polizia di ghisa fu introdotto a Glasgow nel 1912, ma ora la luce del segnale era alimentata dall'elettricità anziché dal gas e l'accesso al telefono ristretto unicamente alla polizia.
Cabine di polizia rettangolari, di legno, simili a capannoni da giardino, furono introdotte in Sunderland nel 1923 dal capo della polizia Frederick J. Crawley, e poi a Newcastle nel 1925 quando subentrò là come capo della polizia. Crawley fu presumibilmente il primo proponente (almeno in Gran Bretagna) del concetto della cabina di polizia come una stazione di polizia in miniatura piuttosto che semplicemente come un punto di comunicazione, incluso l'accesso illimitato da parte del grande pubblico per contattare i servizi della polizia, delle ambulanze e antincendio. Il suo successo, ben pubblicizzato, con queste cabine, e la revisione dei metodi di polizia che esse consentivano, condussero presto all'adozione di sistemi simili di cabine di polizia in molte delle città più grandi nel nord dell'Inghilterra, incluse Manchester e Sheffield.
La Metropolitan Police (Met) introdusse le cabine di polizia in tutta Londra tra il 1928 e il 1937, e il progetto che in seguito divenne il più noto fu creato dall'ispettore e architetto del Met, Gilbert MacKenzie Trench, nel 1929. Inizialmente, furono installati due prototipi concorrenti nel quartiere appena costruito di Becontree Estate nel dicembre 1928; il costruttore vincente ebbe l'appalto per erigere 43 cabine fatte di legno con tetti di cemento secondo il progetto finale di Trench come parte di installazioni sperimentali nelle suddivisioni di Richmond e Wood Green, che furono completate rispettivamente nel dicembre 1929 e nel gennaio 1930. Il loro successo ebbe come risultato l'adozione diffusa del sistema in tutta la Grande Londra nell'arco dei successivi otto anni usando i modelli più recenti del progetto di Mackenzie Trench, ora fatti completamente di cemento per una accresciuta durabilità, salvo le porte, che erano ancora fatte di teak. I poliziotti però si lamentarono che le cabine di cemento erano estremamente fredde e umide in confronto ai precedenti modelli di legno, così furono presi provvedimenti per stufe più potenti. A uso degli agenti, gli interni delle cabine contenevano normalmente uno sgabello, un tavolo con cassetto, una spazzola con piumino, un estintore, una cassetta di pronto soccorso e una stufetta elettrica. Come le cabine di Glasgow del XIX e del primo XX secolo, le cabine di polizia di Londra avevano una luce in cima, che lampeggiava come segnale per gli agenti di polizia indicando che avrebbero dovuto contattare la stazione.
Entro il 1953 vi erano 685 cabine di polizia sulle strade della Grande Londra, con ulteriori 72 posti di polizia più piccoli (police posts), progettati anch'essi da Trench, usati nelle divisioni interne dove non c'era spazio per chioschi più grandi. Tra il 1923 e il 1960 il sistema delle cabine e/o dei posti di polizia era stato adottato dalla maggior parte delle forze provinciali di polizia in tutta la Gran Bretagna. Il progetto e la costruzione delle cabine di polizia usate in ciascun sistema erano a discrezione di ciascuna singola forza, e conseguentemente variavano moltissimo da località a località, ma le colonne/posti di polizia erano solitamente uno dei tre successivi modelli forniti dal General Post Office (GPO).
Le cabine di polizia continuarono a svolgere un importante ruolo nel lavoro di polizia fino alla fine degli anni 1960 e all'inizio degli anni 1970, quando furono eliminate gradualmente in seguito all'introduzione delle radio personali. Poiché le principali funzioni delle cabine furono soppiantate dall'ascesa dei dispositivi portatili di telecomunicazioni come il walkie-talkie e dal quasi universale accesso del pubblico ai telefoni e al numero di emergenza 999, pochissime cabine di polizia rimangono oggi in Gran Bretagna. Alcune sono state convertite in bar delle vie del centro. Questi sono comuni a Edimburgo, benché la città ne abbia anche decine che rimangono intatte — la maggior parte in vari stati di abbandono. Le cabine di Edimburgo sono relativamente grandi e sono a pianta rettangolare, con un progetto di Ebenezer James MacRae, che si era ispirato all'abbondanza di architettura neoclassica della città. Al loro culmine ce n'erano 86 sparpagliate in giro per la città. Nel 2012, la polizia territoriale competente (Lothian and Borders Police) ne vendette altre 22, lasciandone 20 di sua proprietà. Una cabina di polizia situata nel villaggio di Newtown Linford nel Leicestershire è usata ancora oggi dalla polizia locale.

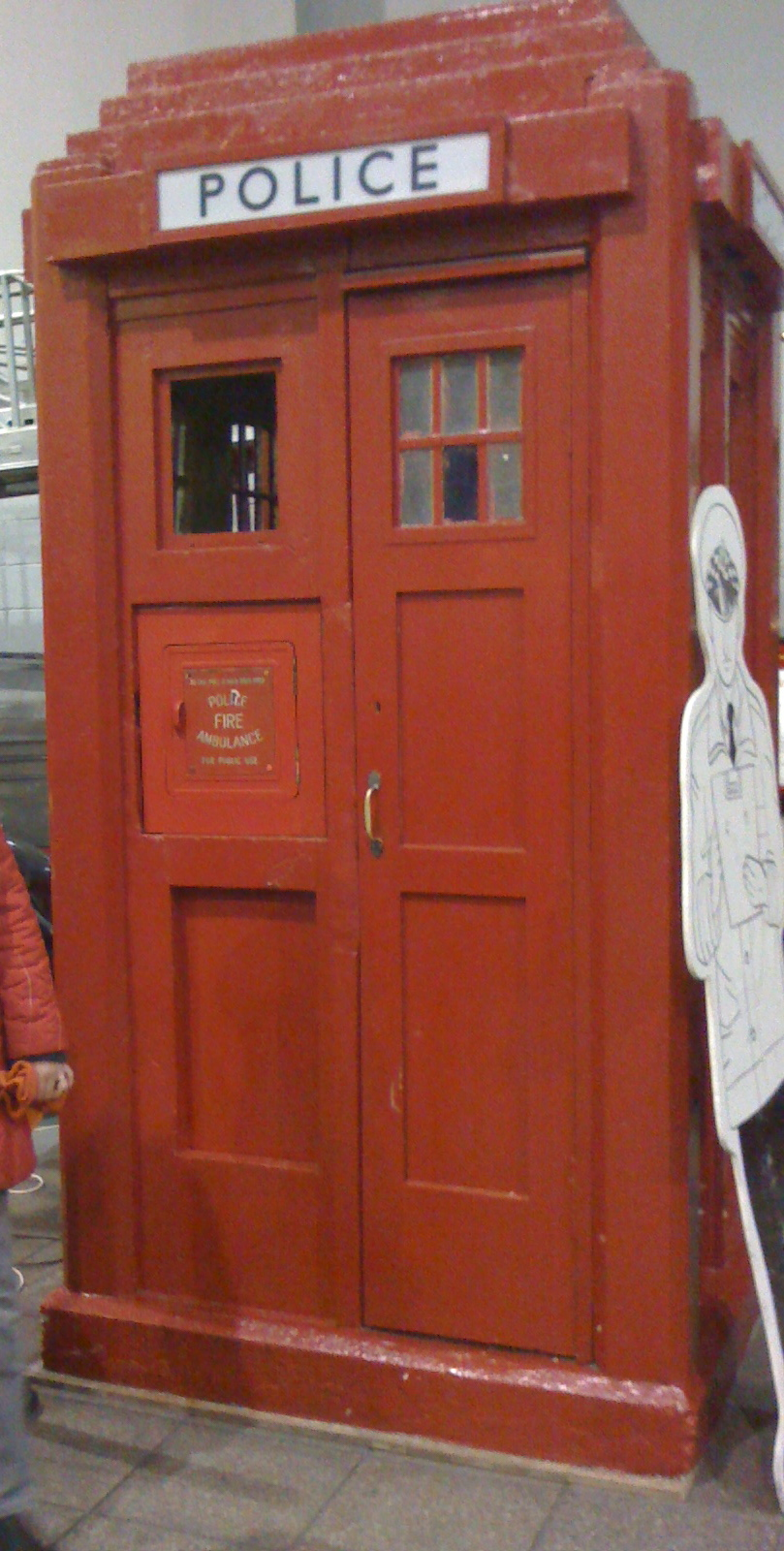
La cabina di polizia rossa, come si vede nel Museo dei trasporti di Glasgow.

A cominciare dal 1933, una versione leggermente semplificata del progetto della cabina di polizia della Met fu usata anche dalla Polizia della città di Glasgow quando le sue vecchie cabine di ghisa furono sostituite da un sistema integrato di cabine di polizia, ampliato rispetto al modello di Crawley. Questo faceva parte della ristrutturazione della forza di polizia condotta da Percy Sillitoe dopo la sua nomina come capo della polizia alla fine del 1931. Come le cabine di ghisa prima di esse, le nuove cabine di cemento continuarono ad essere dipinte di rosso finché la popolarità del Doctor Who indusse un cambiamento in blu alla fine degli anni 1960.
Nel 1994 la Polizia di Strathclyde decise di rottamare le rimanenti cabine di polizia di Glasgow. Tuttavia, grazie all'intervento del Fondo per la Preservazione del Servizio di difesa civile & di emergenza (Civil Defence & Emergency Service Preservation Trust) e del Fondo per la Preservazione degli Edifici di Glasgow (Glasgow Building Preservation Trust), alcune cabine di polizia furono conservate e rimangono oggi come parte del retaggio architettonico di Glasgow. Ne rimangono almeno quattro — su Great Western Road (all'angolo di Byres Road); su Buchanan Street (all'angolo di Royal Bank Place); su Wilson Street (all'incrocio di Glassford Street, recentemente completamente restaurata); e una vicino all'angolo di Cathedral Square (all'angolo di Castle Street, anch'esso recentemente restaurato). C'era anche una cabina di polizia rossa conservata nel Museo dei trasporti di Glasgow, ma fu restituita al Fondo per la Difesa civile dopo che il municipio di Glasgow aveva deciso che non si adattava al nuovo Museo dei trasporti. Le cabine di polizia a Glasgow su Great Western Road, Cathedral Square e Buchanan Street sono attualmente date in licenza a un punto vendita di caffè con sede a Glasgow. Al 2009, solo le cabine di Great Western Road e Buchanan Street sono state trasformate per erogare bevande, e vengono messe in atto restrizioni dal Fondo per la Preservazione del Servizio di difesa civile & di emergenza per impedire che l'esterno delle cabine sia modificato al di là del progetto su cui era stato depositato il marchio registrato.
Il Fondo per la Preservazione del Servizio di difesa civile & di emergenza gestisce ora 11 delle ultime cabine di polizia di Gilbert Mackenzie Trench del Regno Unito per conto di un collezionista privato. Un'altra cabina di polizia blu di questo stile è conservata nel Museo nazionale dei tram a Crich (Derbyshire). Una delle cabine del fondo sorge fuori del Museo della polizia del Kent a Chatham (Kent). e un'altra nel Museo dei trasporti dei Grampiani. Una cabina originale di MacKenzie Trench esiste anche nei terreni del Metropolitan Police College (Peel Centre) a Hendon. Non è accessibile al pubblico, ma si può vedere facilmente da un treno della metropolitana della Northern line che viaggia da Colindale a Hendon Central (sul lato sinistro).
Nella Città di Londra ci sono otto "posti di polizia" non funzionanti ancora al loro posto che sono monumenti classificati di II grado. Le versioni della Polizia della Città di Londra erano posti rettangolari di ghisa, in quanto le strade sono troppo strette per le cabine di dimensioni normali. Uno scompartimento conteneva il telefono e un altro scompartimento chiuso a chiave conteneva una cassetta di pronto soccorso. Cinquanta posti furono installati nel "Miglio quadrato" (ossia nella Città di Londra) dal 1907; erano in uso fino al 1988.
Martedì 18 aprile 1996 una nuova cabina di polizia basata sul progetto di Mackenzie Trench fu inaugurata fuori della stazione della metropolitana di Earl's Court a Londra, munita di telecamere a circuito chiuso e di un telefono per contattare la polizia. Il telefono cessò di funzionare nell'aprile 2000 quando furono cambiati i numeri telefonici di Londra, ma la cabina rimase, malgrado il fatto che i fondi per la sua conservazione e manutenzione fossero da tempo esauriti. Nel marzo 2005, la Metropolitan Police riprese a finanziare la ristrutturazione e la manutenzione della cabina (che è una sorta di attrazione turistica, grazie all'associazione con il Doctor Who — vedi sotto).
Glasgow introdusse un nuovo modello di cabine di polizia nel 2005. Le nuove cabine non sono garitte ma piuttosto chioschi computerizzati che collegano il chiamante a un operatore di una sala di controllo TVCC della polizia. Hanno un'altezza di 3 metri con finiture cromate e fungono da punti informativi 24 ore su 24, con tre schermi che forniscono informazioni sulla prevenzione dei crimini, sul reclutamento nelle forze di polizia e informazioni turistiche.
Anche Manchester ha punti di assistenza (help points) simili a quelli a Glasgow, che contengono una sirena che si attiva quando viene premuto un pulsante di emergenza; questo fa anche focalizzare le telecamere a circuito chiuso della zona sul punto di assistenza.
Liverpool ha strutture simili alle cabine di polizia, note come punti di assistenza di polizia, che sono essenzialmente una cassetta con un interfono e un pulsante montata sotto una telecamera a circuito chiuso su un palo con una linea diretta con la polizia.
Boscombe, un sobborgo vicino a Bournemouth, aprì la sua cabina di polizia vecchio stile nell'aprile 2014 nello sforzo di fronteggiare il crimine nella zona. La cabina contiene un telefono giallo per quando non vi è personale di polizia, insieme a telecamere di sicurezza e a un defibrillatore.

## Doctor Who

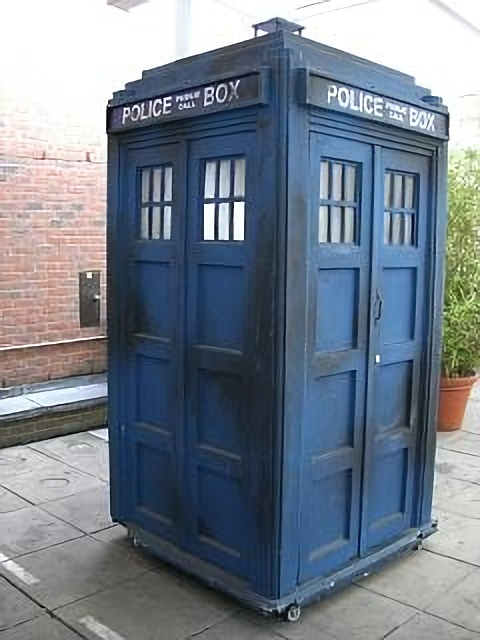
Copia di scena del TARDIS in fibra di vetro degli anni 1980 vista nel Centro televisivo della BBC a Londra.

La serie televisiva di fantascienza della BBC Doctor Who mostra una macchina del tempo, il TARDIS, camuffata come una cabina di polizia nello stile di MacKenzie Trench; normalmente capace di camuffarsi per adattarsi all'ambiente circostante, il "circuito camaleonte" della nave si guastò durante un viaggio nell'Inghilterra del 1963, e lasciò il TARDIS permanentemente bloccato sulle sembianze di una cabina di polizia, tranne per un breve periodo in un'avventura trasmessa nel 1985. Doctor Who fu trasmesso originariamente dal 1963 al 1989; poiché le cabine di polizia furono eliminate gradualmente negli anni 1970, con il tempo l'immagine della cabina di polizia blu divenne associata tanto a Doctor Who quanto alla polizia. Nel 1996, la BBC fece domanda per un marchio registrato per usare il modello della cabina di polizia blu nell'attività promozionale associata a Doctor Who. Nel 1998, la Metropolitan Police presentò un'eccezione alla rivendicazione del marchio registrato, sostenendo di possedere i diritti sull'immagine della cabina di polizia. Nel 2002 lo United Kingdom Patent Office si pronunciò a favore della BBC, sostenendo che non vi erano prove che la Metropolitan Police — o qualsiasi altra forza di polizia — avesse mai registrato l'immagine come marchio. Per giunta, la BBC vendeva materiale promozionale basato su quella immagine da oltre tre decenni senza reclami da parte della polizia. La serie è stata ripresa nel 2005, e la cabina di polizia continua a comparire in maniera importante in quasi ogni episodio.
Sebbene le dimensioni e il colore del TARDIS usato nella serie siano cambiati molte volte, nessuno dei materiali di scena è stato una replica fedele del modello di MacKenzie Trench. Questo è stato spiegato nel contesto della serie con il fatto che i circuiti camaleonte tendono a mostrare un po' di "deviazione" se lasciati troppo a lungo nello stesso ambiente, e che in ogni caso il circuito del TARDIS del Dottore non funziona correttamente.

## Galleria di cabine di polizia

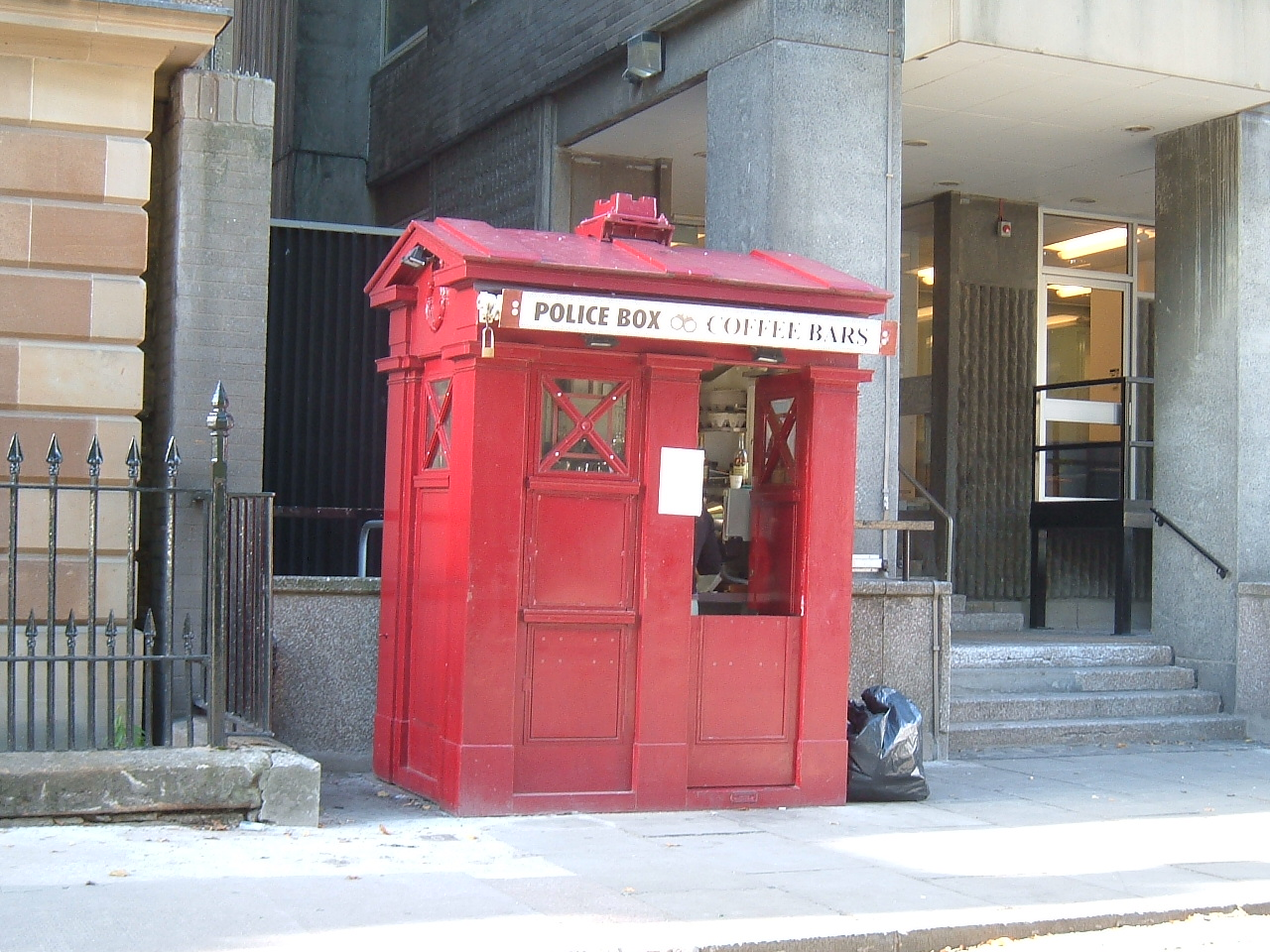
Questa cabina di polizia a Edimburgo funge ora da caffetteria.
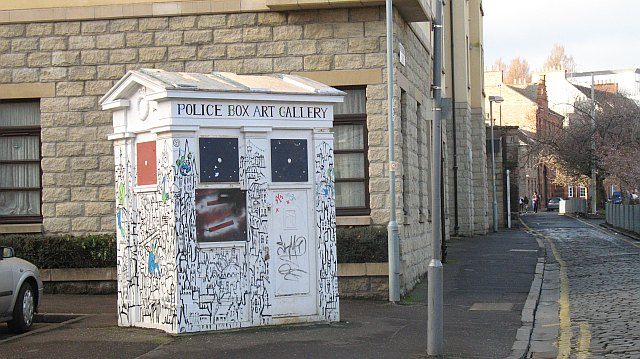
Questa cabina di polizia a Edimburgo ora funge da galleria d'arte.
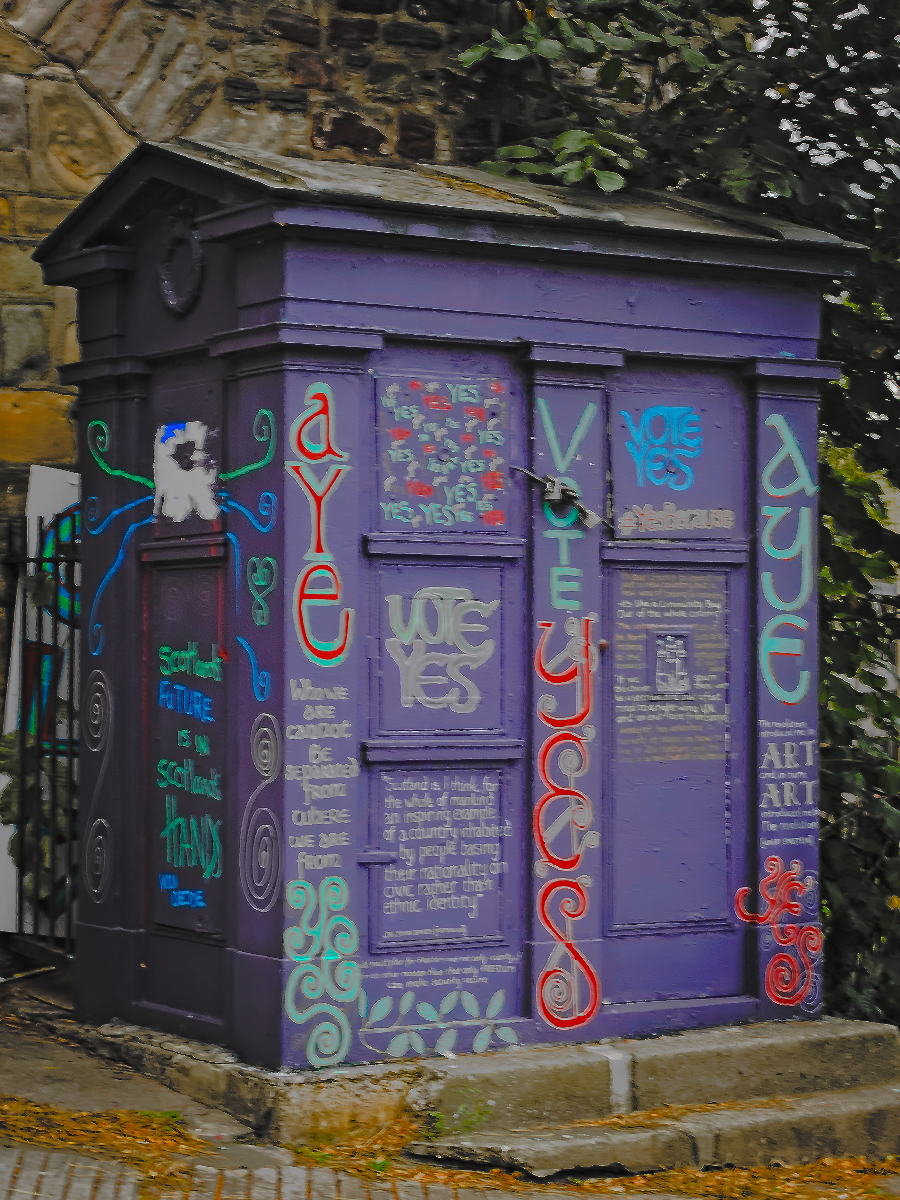
Una cabina di polizia di Edimburgo con i graffiti del referendum sull'indipendenza della Scozia del 2014.
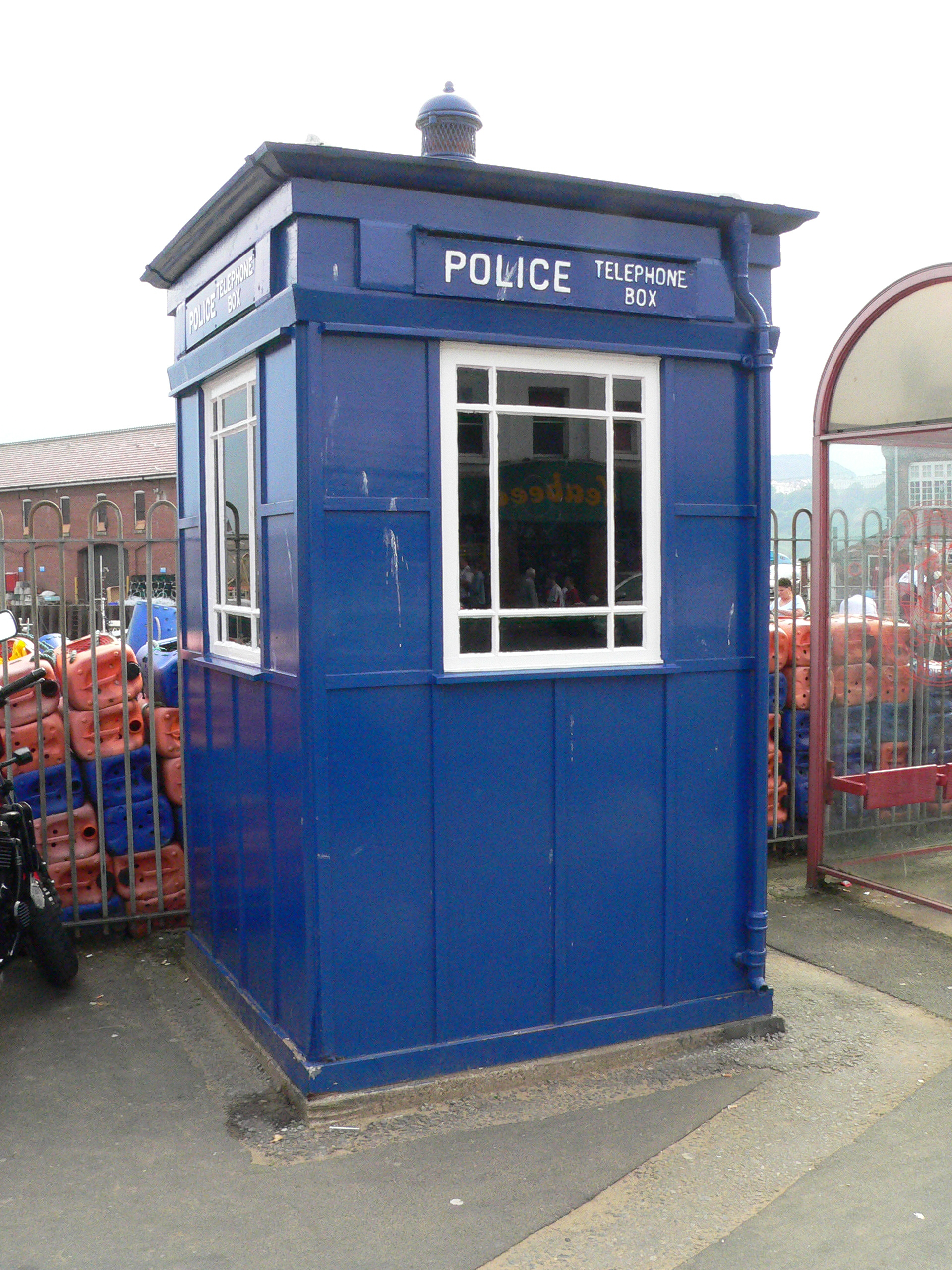
Una cabina di polizia sul lungomare a Scarborough.
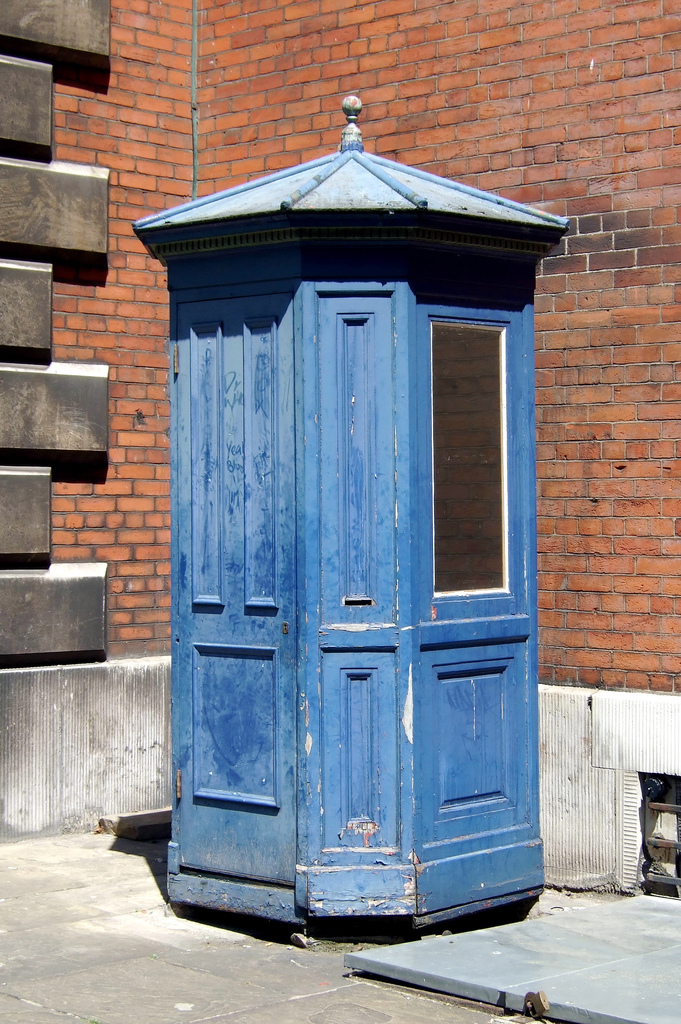
Una vecchia cabina di polizia (senza telefono) a Covent Garden (Londra).
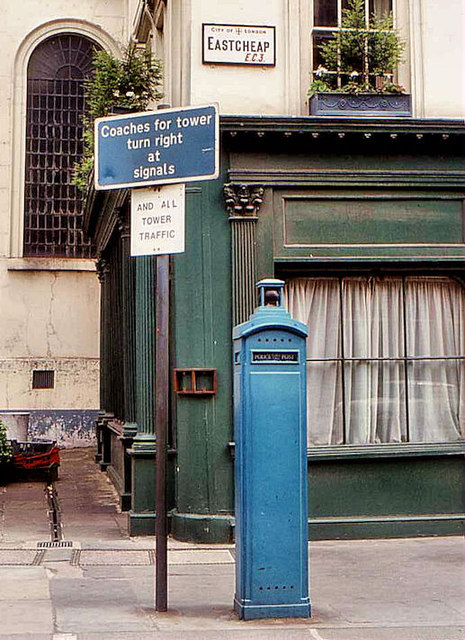
Un posto di polizia della Città di Londra a Eastcheap, 1981.
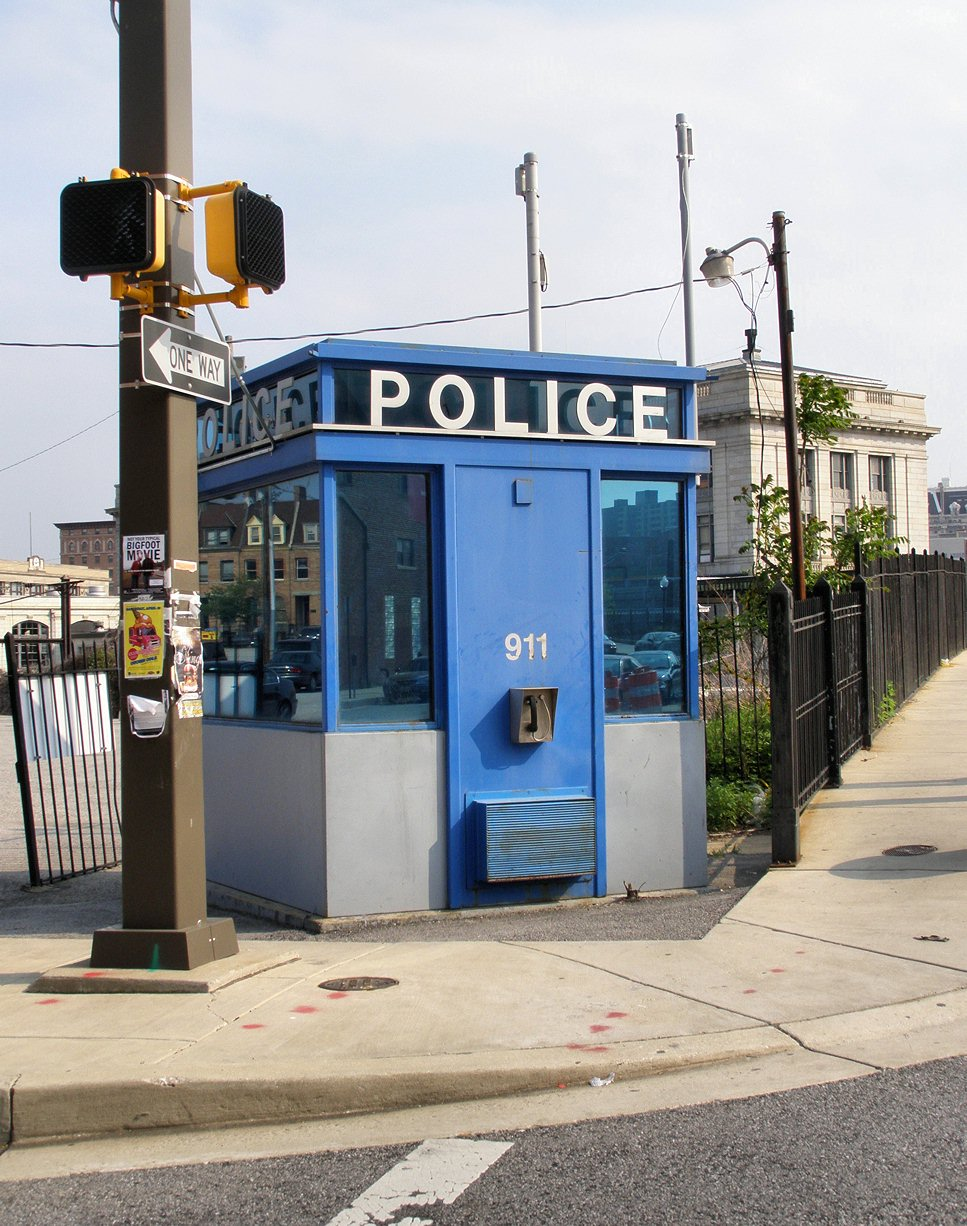
Una moderna cabina di polizia a Baltimora (Maryland), basata sul concetto britannico.
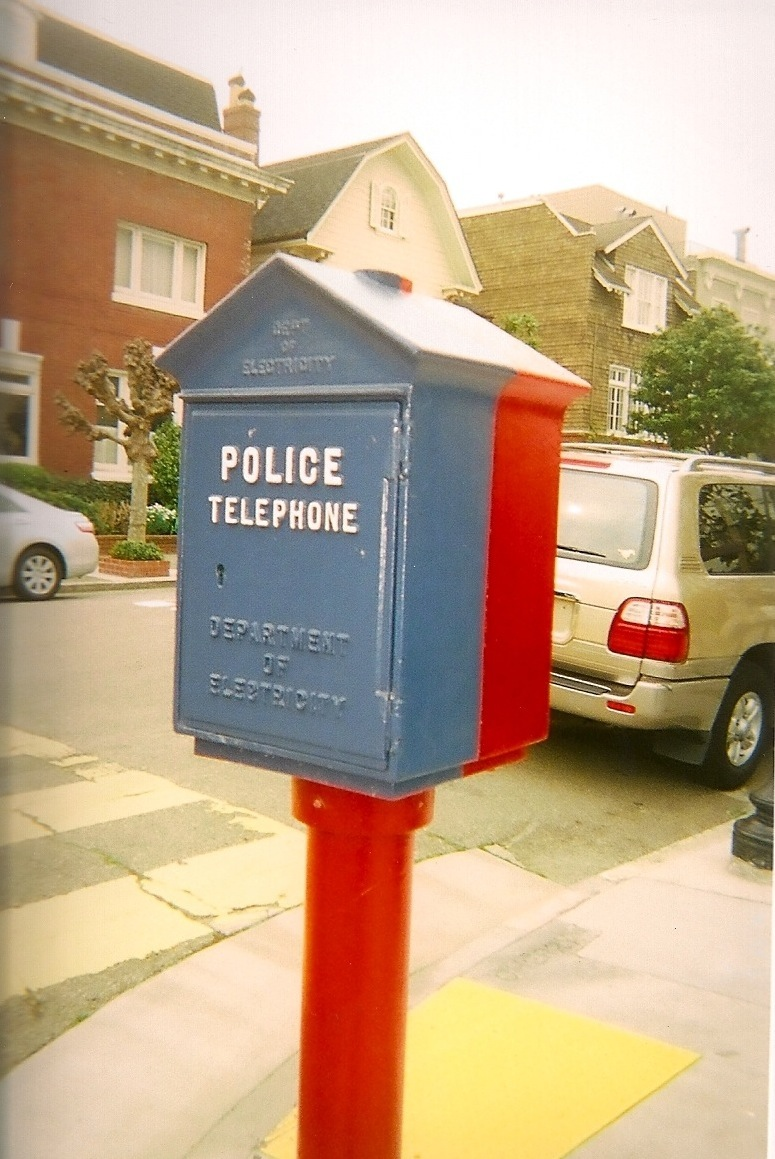
Una postazione telefonica di polizia a San Francisco, una delle 460[25] nella città.
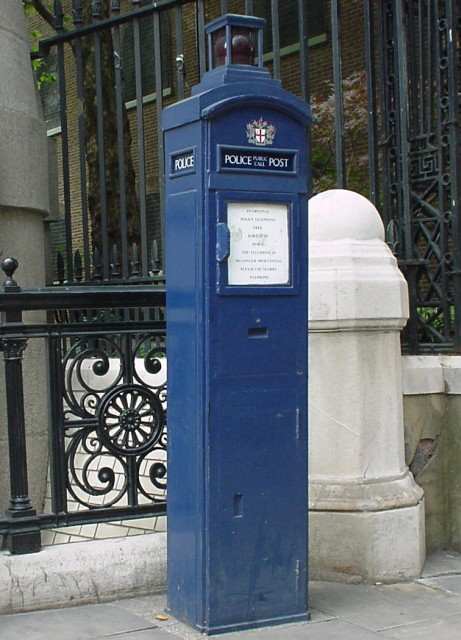
Posto telefonico di polizia (non funzionante) a St. Martin's Le Grand (Londra) — dipinto (erroneamente) nel blu scuro tipico della Met. Le cabine della City erano dipinte in blu chiaro.
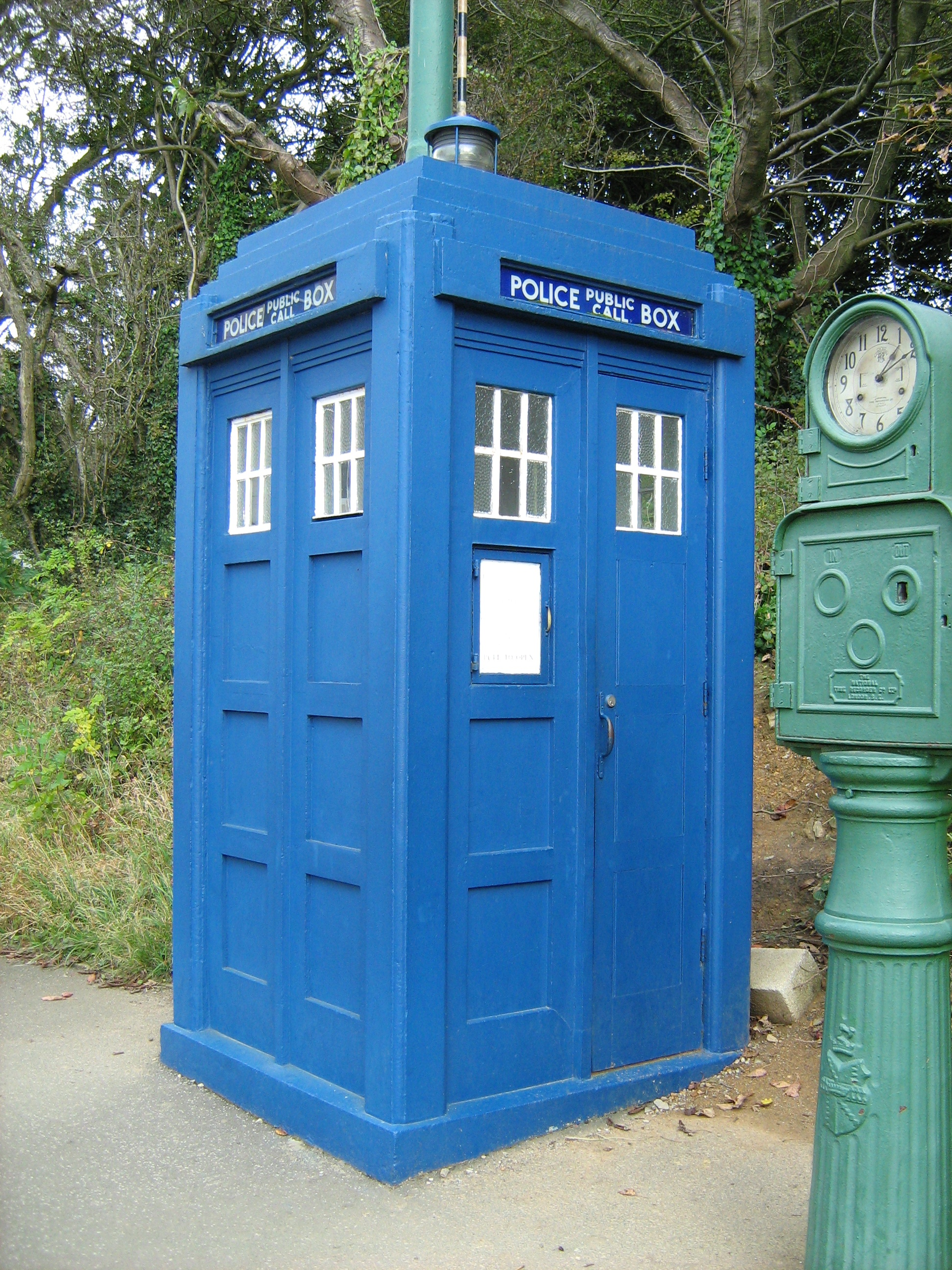
Una cabina di polizia del 1929 sul modello di Mackenzie Trench preservata al Museo nazionale dei tram a Crich (Derbyshire).